# Exo-CBX
Exo-CBX (кор. 엑소-첸백시, Exo-Chen-Baek-Xi) — перший саб-юніт південнокорейсько-китайського хлопчачого гурту EXO. Складається з Чена, Бекхьона та Сюміна. Дебютували 31 жовтня 2016 року з мініальбомом Hey Mama!

## Кар'єра

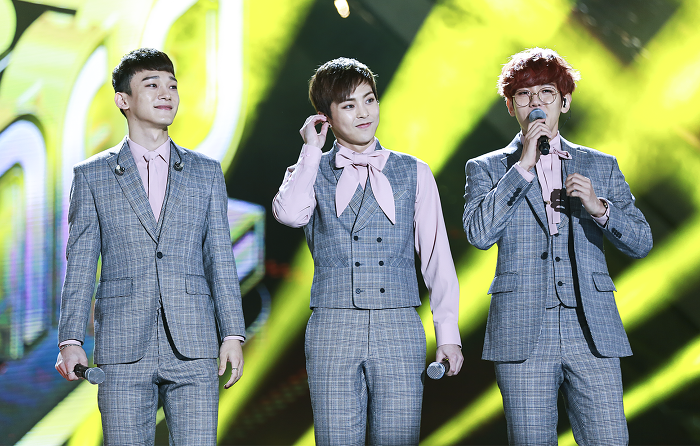
Exo-CBX на Busan One Asia Festival у жовтні 2016 року.

### 2016: Формування, дебют зHey Mama!
29 липня 2016 року Чен, Бекхьон та Сюмін з'явилися у відео «Reservoir Idols» у час концертного туру EXO — «Exo Planet 3 — The Exo'rdium». 23 серпня 2016 року вони випустили оригінальний саундтрек під назвою «For You» для телевізійного серіалу Moon Lovers на каналі SBS: Scarlet Heart Ryeo. В наслідок чого з'явилися припущення, що вони сформують перший підрозділ Exo. 5 жовтня SM Entertainment підтвердили це. 23 жовтня вони вперше виконали пісню «For You» на 2016 Busan One Asia Festival.
24 жовтня оголосили, що гурт називатиметься Exo-CBX (скорочено від ChenBaekXi), за першою літерою сценічних псевдонімів учасників.
31 жовтня Exo-CBX випустили свій дебютний мініальбом Hey Mama!, що містить п'ять треків у різних жанрах, а також відеокліп на заголовний трек. 3 листопада гурт дебютував на M Countdown. 6 листопада було офіційно випущено кліп «Reservoir Idols», що став відеокліпом на пісню «The One» — один з треків з альбому. Hey Mama! очолив чарт Billboard World Albums та південнокорейський чарт Gaon. Пізніше в листопаді Exo-CBX записали ремейк оригінального саундтреку «Crush U» для гри Blade & Soul. 18 листопада 2016 року вони виконали цю пісню на концерті N-Pop Showcase, що відбувся в рамках турніру за звання чемпіона світу з Blade & Soul. 25 грудня вийшов кліп на «Crush U».

### 2017: Дебют в Японії
10 травня на офіційному японському акаунті EXO у Твіттері, SM анонсували, що наприкінці травня підгрупа дебютує в Японії. 24 травня тони випустили свій дебютний японський мініальбом «Girls».

### 2018—2019: Перший тур в Японії,Blooming DaysтаMagic
У січні 2018 року в онлайн-програмі LINE анонсували, що готуються до свого першого туру по Японії — «Magical Circus» у травні та червні. Тур включав вісім концертів у чотирьох містах Японії: Йокогама, Фукуока, Нагоя та Осака.
10 квітня гурт випустив свій другий корейський мініальбом — Blooming Days.
9 травня вийшов перший японський студійний альбом CBX — Magic.

### 2023-донині: Контрактні дискусії
1 червня 2023 року оголосили, що Чен, Бекхьон та Сюмін розірвали свої контракти з SM та подали спільний позов проти SM щодо забезпечення доходів. 19 червня SM Entertainment та Чен, Бекхьон і Сюмін спільно анонсували, що обидві сторони вирішили суперечку щодо контракту, й учасники вирішили залишитися.

## Дискографія

### Студійні альбоми
| Назва | Деталі                                                                                     | Пікові позиції у чартах | Пікові позиції у чартах | Продажі                                          |
| Назва | Деталі                                                                                     | JPN Hot                 | JPN Oricon              | Продажі                                          |
| ----- | ------------------------------------------------------------------------------------------ | ----------------------- | ----------------------- | ------------------------------------------------ |
| Magic | - Дата випуску: 9 травня 2018 (JPN) - Лейбл: Avex Trax - Формати: CD, цифрове завантаження | 3                       | 1                       | - Японія: 64,417+ (Phy.) - Японія: 1,331+ (Dig.) |

### Мініальбоми
| Назва                                                                            | Деталі                                                                                   | Пікові позиції у чартах | Пікові позиції у чартах | Пікові позиції у чартах | Пікові позиції у чартах | Пікові позиції у чартах | Пікові позиції у чартах | Продажі                                                   | Сертифікації     |
| Назва                                                                            | Деталі                                                                                   | KOR                     | FRA Dig.                | JPN Hot                 | JPN Oricon              | UK Down.                | US World                | Продажі                                                   | Сертифікації     |
| -------------------------------------------------------------------------------- | ---------------------------------------------------------------------------------------- | ----------------------- | ----------------------- | ----------------------- | ----------------------- | ----------------------- | ----------------------- | --------------------------------------------------------- | ---------------- |
| Hey Mama!                                                                        | - Випущено: 31 жовтня 2016 - Лейбл: SM Entertainment - Формати: CD, цифрове завантаження | 1                       | —                       | 15                      | 14                      | —                       | 1                       | - Південна Корея: 303,389 - Японія: 11,445 - США: 2,000   | Н/Д              |
| Girls                                                                            | - Випущено: 24 травня 2017 - Лейбл: Avex Trax - Формати: CD, цифрове завантаження        | —                       | —                       | 2                       | 2                       | —                       | —                       | - Японія: 71,933                                          | Н/Д              |
| Blooming Days                                                                    | - Випущено: 10 квітня 2018 - Лейбл: SM Entertainment - Формати: CD, цифрове завантаження | 1                       | 63                      | 20                      | 10                      | 74                      | 2                       | - Південна Корея: 363,567 - КНР: 107,012 - Японія: 13,513 | - KMCA: Platinum |
| «—» релізи, що не потрапили у чарти або не були випущені у відповідних регіонах. |                                                                                          |                         |                         |                         |                         |                         |                         |                                                           |                  |

### Сингли
| Назва | Рік  | Пікові позиції у чартах | Пікові позиції у чартах | Пікові позиції у чартах | Пікові позиції у чартах | Продажі                   | Альбом            |
| Назва | Рік  | KOR                     | KOR Hot                 | JPN Hot                 | US World                | Продажі                   | Альбом            |
| --- | ---- | ----------------------- | ----------------------- | ----------------------- | ----------------------- | ------------------------- | ----------------- |
| «Hey Mama!» | 2016 | 4                       | —                       | —                       | 7                       | - Південна Корея: 285,728 | Hey Mama!         |
| «Ka-Ching!» | 2017 | —                       | —                       | —                       | —                       | Н/Д                       | Girls and Magic   |
| «Blooming Day» (花요일) | 2018 | 20                      | 2                       | —                       | 8                       | Н/Д                       | Blooming Days     |
| «Horololo» | 2018 | —                       | —                       | 100                     | —                       | Н/Д                       | Magic             |
| «Paper Cuts» | 2019 | —                       | —                       | 47                      | —                       | - Японія: 1,122           | Сингл без альбому |
| «—» релізи, що не потрапили у чарти або не були випущені у відповідних регіонах. Нотатки: Billboard Korea K-Pop Hot 100 був започаткований 29 травня 2017. Музичний чарт Alibaba припинив існування у листопаді 2017. |      |                         |                         |                         |                         |                           |                   |

### Промо-сингли
| Назва                             | Рік  | Продажі                  | Альбом                  | Примітки              |
| --------------------------------- | ---- | ------------------------ | ----------------------- | --------------------- |
| «Crush U»                         | 2016 | - Південна Корея: 20,936 | Blade & Soul OST        |                       |
| «Beautiful World» (아름다운 강산) | 2018 | Н/Д                      | KONA Electric X EXO-CBX | Колаборація з Hyundai |

### Інші пісні у чартах
| Назва | Рік       | Пікові позиції у чартах | Пікові позиції у чартах | Продажі                  | Альбом        |
| Назва | Рік       | KOR Gaon                | KOR Billboard           | Продажі                  | Альбом        |
| Корейські | Корейські | Корейські               | Корейські               | Корейські                | Корейські     |
| --- | --------- | ----------------------- | ----------------------- | ------------------------ | ------------- |
| «The One» | 2016      | 22                      | Н/Д                     | - Південна Корея: 91,926 | Hey Mama!     |
| «Rhythm After Summer» | 2016      | 28                      | Н/Д                     | - Південна Корея: 69,690 | Hey Mama!     |
| «Juliet» | 2016      | 27                      | Н/Д                     | - Південна Корея: 71,044 | Hey Mama!     |
| «Cherish» | 2016      | 25                      | Н/Д                     | - Південна Корея: 90,891 | Hey Mama!     |
| «Playdate» | 2018      | 83                      | 3                       | Н/Д                      | Blooming Days |
| «Sweet Dreams!» (내일 만나) | 2018      | 87                      | 4                       | Н/Д                      | Blooming Days |
| «Monday Blues» | 2018      | 91                      | 5                       | Н/Д                      | Blooming Days |
| «Vroom Vroom» | 2018      | 93                      | 6                       | Н/Д                      | Blooming Days |
| «Thursday» | 2018      | 96                      | 7                       | Н/Д                      | Blooming Days |
| «Lazy» (휴일) | 2018      | 100                     | 8                       | Н/Д                      | Blooming Days |
| Японські |           |                         |                         |                          |               |
| «Diamond Crystal» | 2017      | —                       | Н/Д                     | Н/Д                      | Girls         |
| «Miss You» | 2017      | —                       | Н/Д                     | Н/Д                      | Girls         |
| «King and Queen» | 2017      | —                       | Н/Д                     | Н/Д                      | Girls         |
| «Girl Problems» | 2017      | —                       | Н/Д                     | Н/Д                      | Girls         |
| «Tornado Spiral» | 2017      | —                       | Н/Д                     | Н/Д                      | Girls         |
| «Hey Mama!» | 2017      | —                       | Н/Д                     | Н/Д                      | Girls         |
| «—» релізи, що не потрапили у чарти або не були випущені у відповідних регіонах. Нотатки: Billboard Korea K-Pop Hot 100 був започаткований 29 травня 2017. Музичний чарт Alibaba припинив існування у листопаді 2017. |           |                         |                         |                          |               |

### Саундтреки
| «For You» (너를 위해) | 2016 | —   | [달의 연인 — 보보경심 려 OST Part 1] 첸, 백현, 시우민 (EXO) — 너를 위해 MV |
| «It's Running Time» | 2017 | —   | Running Man Animation OST                                                  |
| «Cry» | 2017 | —   | Final Life: Even if You Disappear Tomorrow OST Magic                       |
| «Someone Like You» | 2018 | 88  | Live OST                                                                   |
| «Be My Love» | 2019 | 117 | Love Playlist Season 4 OST                                                 |
| «—» релізи, що не потрапили у чарти або не були випущені у відповідних регіонах. Нотатки: Музичний чарт Alibaba припинив існування у листопаді 2017. |      |     |                                                                            |

## Фільмографія

### Музичні відео
| Назва                             | Рік       | Режисер                 |
| Корейські                         | Корейські | Корейські               |
| --------------------------------- | --------- | ----------------------- |
| «Hey Mama!»                       | 2016      | Невідомо                |
| «The One»                         | 2016      | Kwon Soonwook           |
| «Crush U»                         | 2016      | Невідомо                |
| «It's Running Time!»              | 2017      | Невідомо                |
| «花요일 (Blooming Day)»           | 2018      | VM Project Architecture |
| «Beautiful World» (아름다운 강산) | 2018      | Невідомо                |
| Японські                          |           |                         |
| «Ka-Ching!»                       | 2017      | Ninomiya «NINO» Daisuke |
| «Horololo»                        | 2018      | Jinsoo Chung            |

### DVD
| Назва                                           | Деталі                                                                 | Позиція в чарті | Позиція в чарті | Продажі       |
| Назва                                           | Деталі                                                                 | JPN             | JPN             | Продажі       |
| Назва                                           | Деталі                                                                 | DVD             | Blu-ray         | Продажі       |
| ----------------------------------------------- | ---------------------------------------------------------------------- | --------------- | --------------- | ------------- |
| Exo-CBX «Magical Circus» Tour 2018              | - Випущено: 26 вересня 2018 - Мова: Японська - Лейбл: SM Entertainment | 3               | 3               | - JPN: 21,292 |
| Exo-CBX «Magical Circus» 2019 -Special Edition- | - Випущено: 21 серпня 2019 - Мова: Японська - Лейбл: SM Entertainment  | 4               | 6               | Н/Д           |

## Тури
- Magical Circus (2018)
- Magical Circus — Special Edition (2019)

## Нагороди та номінації
| Церемонія                    | Рік  | Категорія                       | Номіновано     | Результат | Прим.  |
| ---------------------------- | ---- | ------------------------------- | -------------- | --------- | ------ |
| Gaon Chart Music Awards      | 2019 | Album of the Year — 2nd Quarter | Blooming Days  | Номінація | [ 48 ] |
| Gaon Chart Music Awards      | 2019 | Song of the Year — April        | «Blooming Day» | Номінація | [ 48 ] |
| Golden Disc Awards           | 2019 | Disc Bonsang                    | Blooming Days  | Номінація | [ 49 ] |
| Golden Disc Awards           | 2019 | Disc Daesang                    | Blooming Days  | Номінація | [ 49 ] |
| Golden Disc Awards           | 2019 | Popularity Award                | Exo-CBX        | Номінація | [ 49 ] |
| Golden Disc Awards           | 2019 | NetEase Most Popular K-pop Star | Exo-CBX        | Номінація | [ 49 ] |
| Melon Music Awards           | 2018 | Best Dance Male                 | Exo-CBX        | Номінація | [ 50 ] |
| Mnet Asian Music Awards      | 2017 | Best Asian Style in Japan       | Exo-CBX        | Перемога  | [ 51 ] |
| Mnet Asian Music Awards      | 2018 | Best Unit                       | Exo-CBX        | Номінація | [ 52 ] |
| Mnet Asian Music Awards      | 2018 | Song of the Year                | «Blooming Day» | Номінація | [ 52 ] |
| Mnet Asian Music Awards      | 2018 | Mwave Global Fans Choice        | Exo-CBX        | Номінація | [ 52 ] |
| Soribada Best K-Music Awards | 2018 | Bonsang Award                   | Exo-CBX        | Номінація | [ 53 ] |
| Soribada Best K-Music Awards | 2018 | Popularity Award (Male)         | Exo-CBX        | Номінація | [ 53 ] |
| Soribada Best K-Music Awards | 2018 | Global Fandom Award             | Exo-CBX        | Номінація | [ 53 ] |

## Нотатки
1. ↑  У квітні 2018 Gaon Chart розпочав сертифікацію альбомів, цифрових завантажень та стримів.